# ドイツ連邦道路50号線
ドイツ連邦道路50号線 (独: Bundesstraße 50) はドイツ ラインラント＝プファルツ州にある全長130kmのドイツ連邦道路。ルクセンブルクのヴィアンダンとの国境から、モーゼル川、フンスリュック山地からA61およびバート・クロイツナハ周辺の3つのセクションに分けられる。

## コース
まずヴィアンダンからのN17を通ってドイツ－ルクセンブルク国境から始まる。アイフェル丘陵をビットブルク、ツェルティンゲン＝ラハティヒを通過しながら、ヴィットリヒまで東西方向に走り、ツェットリンゲンに至る。A60のラントシャイトとヴィットリヒの間はA60に平行に通っているため、格下げされている。
ツェルティンゲンとベルンカステル＝クースの間は、モーゼル川に沿って連邦道路53号線と8kmほど重なり並行している。ヴィットリヒのA1、Wittlich-MitteインターチェンジからA61のラインベレンインターチェンジまでの区間は、欧州自動車道路E42号線となっている。
ベルンカステル＝クースから連邦道路327号線（フンスリュック高原道路）を15kmほど走り、ラインベレンのA61まで続く。アウトバーンと同様の4車線への拡張は、ライン＝マイン地域でフランクフルト・ハーン空港への良好なアクセスを実現するために2005年から2011年にかけて行われた。この21kmの区間の拡張には8500万ユーロ、全体では1億4000万ユーロがかかっている。
3番目のセクションは短く、ビンゲン付近の連邦道路9号線とガウ＝ビッケルハイム付近の連邦道路420号線までを接続している。バート・クロイツナハ近郊を南北に通過している。この地区ではB50は、A61から離れており、ラインベレンとビンゲンの間が州道214号線に格下げされているのと対照的である。ビンゲンとガウ＝ビッケルハイム間は約15kmである。

## 歴史
1932年に完成したドイツ連邦道路50号線（Fernverkehrsstraße 50 略 FVS 50）は、ヘッツェラート(Hetzerath)の連邦道路49号線から分岐し、ビンガーブリュック(Bingerbrück)までの、1846年に構想されたトリーア＝マインツ道が元になっている。
1960年代にはルクセンブルク国境まで延長され、ビットブルクから西は以前あった"ヴィアデン＝ビットブルク道路"(Vianden-Wittlicher Bezirksstraße)に沿っている。
ビンスフェルト(Binsfeld)とヴィアンデンの間の区間は2011年に186件事故が発生しており、ラインラント＝プファルツ州で最も危険な区間となっている。

## トラックの通行
フランクフルト・ハーン空港とラインベレンの間は、2012年8月1日より有料通行となっている。